# Miss Universo
O Miss Universo (em inglês:  Miss Universe) é um concurso de beleza feminina internacional, realizado anualmente e promovido pela Miss Universe Organization, desde 26 de outubro de 2022 o concurso é uma joint-venture com 50% de propriedade da JKN Global Group e os outros 50% de propriedade do Legacy Holding Group USA.
A atual Miss Universo é a dinamarquesa Victoria Kjær Theilvig, que foi coroada em 16 de novembro de 2024, na Cidade do México. A próxima edição está marcada para o dia 21 de novembro de 2025 e será realizada pela quarta vez em Bangkok, Tailândia.

Foi criado na Califórnia em 1952 pela empresa de vestuário Pacific Mills e tornou-se através dos anos um evento da Kayser-Roth Corporation e da Gulf and Western Industries, até ser comprado em 1996 pelo empresário e atual presidente dos Estados Unidos, Donald Trump. Em 1998, o Miss Universo alterou sua razão social de Miss Universe Inc. para Miss Universe Organization e sua sede foi transferida de Long Beach para Nova York. Donald Trump contratou uma nova equipe de profissionais de suas empresas para dirigir e organizar o concurso, incluindo a CEO Molly Miles e a presidente Maureen Reidy. A organização passou a usar o lema "Redefinido para o presente" para a realização de seus concursos. Na mesma época criou sua nova logomarca: "The woman with the stars" ("A mulher com as estrelas"), representando a beleza e a responsabilidade das mulheres em todo o Universo; essa logomarca é usada até hoje.
Em setembro de 2015, Trump vendeu a organização para a agência WME-IMG que o remodelou novamente o transformando em   "uma organização global e inclusiva que celebra todas as culturas, origens e religiões (...) e que fornece às mulheres que participam desta plataforma internacional as ferramentas para afetar mudanças positivas pessoalmente, profissionalmente e filantropicamente, servindo como líderes inspiradoras e modelos para suas comunidades e fãs ao redor do mundo".

## História
O concurso de Miss Universo é inspirado no antigo International Pageant of Pulchritude (Desfile Internacional de Beleza), que, no período de 1926 a 1932, se realizava anualmente (com uma última edição avulsa em 1935) atribuindo o título de "Miss Universo" à vencedora. A texana Catherine Moylan, Miss Dallas, de 18 anos, foi a primeira a receber este título, numa competição realizada em 17 de maio de 1926, em Galveston, Texas, com a participação de 37 norte-americanas e duas estrangeiras – uma do México e outra do Canadá. A gaúcha Yolanda Pereira foi a primeira e única brasileira a conquistar o título nessa antiga versão, em 1930 – sem nenhuma relação com o evento posterior – quando houve dois concursos, um nos EUA e outro no Brasil. A Grande Depressão e os acontecimentos que precederam a Segunda Guerra Mundial levaram à supressão do concurso.
No pós-guerra, organizou-se novamente o concurso com novas modelos, e a competição voltou a acontecer a partir de 1952. Em 1950, o Miss America, o concurso nacional de beleza norte-americano até então existente, foi realizado sob o patrocínio dos maiôs Catalina. A vencedora, Yolanda Betbeze, porém, se recusou a posar para fotos vestindo os trajes de banho da patrocinadora, que teve apoio da organização, que declarou que a atitude de Yolanda apontava para um novo status dos concursos de beleza, em que não apenas o físico era relevante, mas também a inteligência, os valores pessoais e a capacidade liderança da mulher.

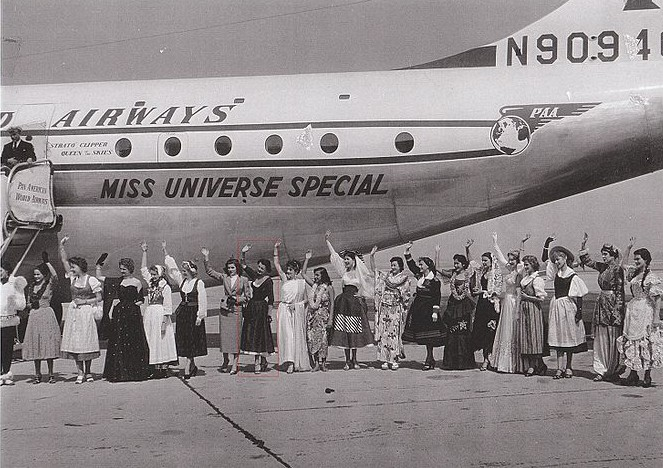
Participantes do Miss Universo 1953, segunda edição do concurso, em Long Beach, Califórnia.

Desgostosa com o fato, a Catalina retirou-se do Miss America e resolveu criar seu próprio concurso, o Miss USA, e em seguida o Miss Universo, que teve a parceria do Universal Studios. O concurso a princípio teria o nome de "Miss United Nations" mas a entrada da Universal na organização e divulgação acabou levando ao nome final pelo qual é conhecido.
Então, em 1952, no balneário americano de Long Beach, completamente reconstruído após um terremoto em 1933, aconteceu a primeira edição do concurso. Com um investimento de US$1 milhão, uma fortuna na época, e a participação de 29 concorrentes de todo o mundo, cada uma representava seu país ou território. A finlandesa Armi Kuusela foi a vencedora, recebendo o prêmio máximo, um contrato com a Universal. Sua coroa, usada apenas esta vez, era uma réplica menor da coroa da rainha Elizabeth II. Desde então, o concurso se realiza anualmente.
Um fato ocorrido durante o ano de reinado de Kuusela acabaria criando regras mais rígidas para o concurso dali em diante. Numa de suas inúmeras viagens pelo mundo, ela conheceu um empresário filipino em Manila, por quem apaixonou-se à primeira vista. A relação foi tão fulminante que a Miss Universo abandonou as obrigações com a organização ao meio e voou com o empresário para Tóquio, no Japão, onde casaram-se, renunciando a coroa nos dias posteriores. O fato fez com que a partir dali mulheres casadas não pudessem mais participar do evento e, oficialmente, as regras passaram a estipular que caso uma Miss Universo não pudesse por qualquer motivo completar seu mandato, ela seria imediatamente substituída pela segunda colocada, que assumiria o título e as obrigações decorrentes dele pelo restante do mandato anual.
Entre 1952 e 1971, todas as edições do concurso foram realizadas nos Estados Unidos. A partir daí, espalhou-se pelo mundo, com cidades anfitriãs nos cinco continentes.

### Vencedoras não-oficiais

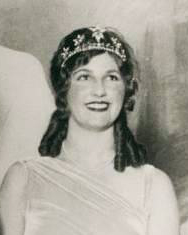
Dorothy Britton

- Os resultados dos concursos anteriores não são considerados oficiais pela Miss Universe Organization.[11]

| Ano  | Vencedora         | País           | Local do evento           |
| ---- | ----------------- | -------------- | ------------------------- |
| 1926 | Catherine Moylan  | Estados Unidos | Galveston, Estados Unidos |
| 1927 | Dorothy Britton   | Estados Unidos | Galveston, Estados Unidos |
| [928 | Ella Van Hueson   | Estados Unidos | Galveston, Estados Unidos |
| 1929 | Lisl Goldarbeiter | Áustria        | Galveston, Estados Unidos |
| 1930 | Dorothy Dell Goff | Estados Unidos | Galveston, Estados Unidos |
| 1930 | Yolanda Pereira   | Brasil         | Rio de Janeiro, Brasil    |
| 1931 | Netta Duchâteau   | Bélgica        | Galveston, Estados Unidos |
| 1932 | Keriman Halis     | Turquia        | Spa, Bélgica              |
| 1935 | Charlotte Wassef  | Egito          | Bruxelas, Bélgica         |

## Organizadores
Nos primeiros anos, o certame esteve sob a responsabilidade da empresa de vestuário Pacific-Mills e teve como patrocinador principal a marca de maiôs Catalina. Mais tarde, foi vendido para a empresa Kayser-Roth. Em 1977, a Kayser-Roth foi comprada pela Gulf+Western Industries, então dona dos estúdios de cinema Paramount. Em 1996, Donald Trump comprou os direitos do concurso em parceria com a rede CBS, então a transmissora em nível internacional.
No final de 2002, Trump revendeu dois contratos relativos aos direitos de transmissão: um com a rede NBC, para transmissão em território norte-americano (que incluiria uma transmissão em espanhol por sua subsidiária a Telemundo) e outro com a empresa Alfred Haber, para a distribuição internacional do evento. Em 2015, um novo contrato foi assinado, com o sinal da transmissão em espanhol passando a ser distribuído pela Univisión.
Entre 2002 e 2015, o Miss Universo era uma joint-venture entre a rede de televisão NBC e Trump, sendo cada um proprietário de 50% do negócio. Em julho de 2015, após os comentários de Donald Trump com relação aos imigrantes mexicanos durante o lançamento de sua pré-candidatura à presidência dos Estados Unidos em 2016, a emissora cortou todos os laços com o empresário, inclusive cancelando a transmissão dos concursos ligados à MUO. Em setembro de 2015, Trump comprou a metade das ações que estavam em propriedade da NBC e três dias depois revendeu 100% do negócio para a agência William Morris Endeavor. Os documentos das finanças pessoais de Trump entregues à Federal Election Commission por conta de sua candidatura, indicam que a Miss Universe Organization teria um valor entre 5 e 25 milhões de dólares. Após a venda, a executiva Paula Shugart, que assumiu o cargo de presidente durante a era Trump, foi mantida na posição.
A partir de 2015, os direitos de televisão passara a ser responsabilidade da Fox e o sinal da transmissão em espanhol passou a ser de responsabilidade da TV Azteca.
Em 26 de outubro de 2022, a empresária tailandesa Anne Jakrajutatip, anunciou que havia comprado 100% da MUO por 20 milhões de dólares.

## O concurso hoje
A cada ano, estima-se que de 300 a 500 milhões de pessoas assistam a final do concurso transmitida ao vivo em diversos países. Um total de 172 nações, territórios e regiões especiais já enviaram uma candidata e a dos últimos anos é de 81 inscritas a cada edição com diversos países tradicionais deixando de participar eventualmente, como a Grécia, que participou pela última vez em 2018, e o Chipre que deixou de participar do concurso em 2012. Ao mesmo tempo, novos países passaram a ter participação ativa no concurso concurso recentemente, entre eles: Azerbaijão (2013), Serra Leoa (2016), Camboja, Laos e Nepal em 2017, Armênia, Mongólia e Quirguistão em 2018, Bangladesh e Guiné Equatorial em 2019, Camarões (2020) e Bahrein (2021).
Entre algumas das celebridades que competiram no concurso estão as políticas Tanja Karpela (Finlândia 1991), Anke van Dermeersch (Bélgica 1992), Irene Sáez (Venezuela 1981); as top models Helena Christensen (Dinamarca 1986) e Flaviana Matata (Tanzânia 2007); a estilista e estrela de reality-show Anya Ayoung-Chee (Trinidad e Tobago 2008); as atrizes Vera Fischer (Brasil 1969), Felicia Mercado (México 1977), Maribel Guardia (Costa Rica 1978), Frances Ondiviela (Espanha, 1981), Laura Harring (Estados Unidos, 1985), Cecilia Bolocco (Chile 1987), Paola Turbay (Colômbia 1992), Jacqueline Bracamontes (México 2001), Gal Gadot (Israel 2004), Mónica Spear (Venezuela 2005), Natália Guimarães (Brasil 2007), Micaela Reis (Angola 2007), Lesliana Pereira (Angola 2008), Ximena Navarrete (México 2010) e Irene Esser (Venezuela 2012).
O Miss Universo tem dois concursos irmãos:
- Miss USA: concurso que elege a candidata dos Estados Unidos ao Miss Universo. O Miss USA e o Miss Universo durante os primeiros anos dos concursos eram praticamente realizados ao mesmo tempo e as suas candidatas conviviam juntas. A única diferença era que o Miss USA era realizado dois dias antes.
- Miss Teen USA: versão para adolescentes do Miss USA, criado em 1983.

Os três concursos são de propriedade, vendidos e franqueados pela Organização Miss Universo.
A ganhadora começa as suas atividades como Miss Universo após a sua coroação, se tornando a principal imagem da Organização, e fixa sua residência, tal como a maioria das suas atividades, na cidade de Nova York, Estados Unidos, ate o final de seu reinado, que dura, geralmente, cerca de 12 meses.

## Sistema de classificação
A eleição da Miss Universo é um processo muito demorado, que, ano após ano, envolve muita gente e dinheiro ao redor do mundo.Em alguns países,o processo começa por concursos locais, depois nas esferas maiores e concluindo em uma final nacional.É também normal que haja em alguns casos de indicações de candidatas ou a realização de seleções fechadas.
O sistema do Miss Universo é baseado em franquias ou licenças nacionais que podem ser renovadas a qualquer momento pela Organização Miss Universo (MUO) que é a dona da marca. Havendo interesse, qualquer pessoa, geralmente empresários, poderá se candidatar a ser um franqueado, devendo pagar uma quantidade de dinheiro que varia proporcionalmente ao tamanho e capacidade financeira daquele país que haja interesse.Exemplos dessa regra são donos de franquias do Miss Universo: Leila Lopes, que foi a Miss Universo 2011 por Angola, a Venevision da Venezuela e a produtora Endemol Shine na França.
Ao assinar um contrato, esta pessoa ou empresa ganha automaticamente os direitos de enviar uma candidata, que deverá seguir algumas regras que são iguais para todos.Se observa que entre 1952 e 2022 (com algumas exceções),todas deveriam ter entre 18 e 27 anos de idade; ser mulher legalmente e ter a cidadania por nascimento ou não daquele país que ela esteja representando (desde 2012 se permite a participação de mulheres transexuais) A partir da edição de 2023, a MUO aboliu a regra de que a mulher precise ser solteira, nunca ter estado grávida e não ter filhos.
Ao contrário do que se popularmente diz não há regras sobre procedimentos estéticos, estatura e peso.
O franqueado de cada país participante tem a liberdade para escolher o método de seleção de sua candidata, que pode ir de eventos austeros e simples, como audições e castings, até eventos extremamente produzidos. Existem numerosos títulos nacionais, que são extremamente tradicionais e servem para escolher a representante do dito país no Miss Universo, como o Miss USA, o Miss Venezuela, o Miss França e o Miss África do Sul. O sistema de escolha das candidatas passou por diversas reformas recentes respeitando também a mudança de regras do concurso.Se observa recentemente o retorno de investimentos no Miss Brasil,, o Miss Diva, que escolhe a representante indiana para o concurso e que novamente voltou a fazer parte do Miss Índia e os tradicionais o Miss Venezuela e Miss Colômbia.Um país que merece destaque também são as  e o Filipinas que recentemente teve a criação de um concurso específico,sendo desmembrado do Binibining Pilipinas em 2020.
Após esse processo, que começa com mais de um ano de antecedência, a delegada se junta a um grupo das delegadas de outros países, que em média registra 70 candidatas a cada ano (Em 2024,125 candidatas competiram) e que são enviadas a uma cidade para a competição final que dura entre uma semana a um mês. Cumprem diversas atividades, que vão de gravações que promovem o país e a cidade-sede, até jantares com os chefes do executivo local e ocasionalmente o nacional, além de eventos com os patrocinadores.Dias antes da grande final,as candidatas participam de eventos tradicionais como a competição de traje típico, onde cada candidata apresenta uma roupa típica ou representando uma tradição do seu país. Alguns dias antes da final é feita a primeira apresentação das candidatas no chamado "Presentation Show" (conhecido também como as Preliminares), onde cada candidata desfila em traje de banho (entre 1952 e 1997 os biquínis estavam banidos e entre 2014 e 2016 o traje era escolhido pelas próprias candidatas) e em traje de noite (de acordo com o gosto pessoal de cada uma). Também existem etapas de entrevistas,aonde cada uma das candidatas é avaliada por uma banca de jurados.Desde 2011,com algumas exceções existe a escolha da Miss Internet, que ganha automaticamente uma vaga no top dependendo de sua votação pelo público.
Acompanhando o número de candidatas e as demandas da Organização Miss Universo, o número de semifinalistas também variou de 10 candidatas na primeira edição em 1952 a até 30 em 2024. Este processo constantemente sofre mudanças, respeitando as demandas da Organização Miss Universo, por isso é difícil assegurar que seja o mesmo em cada edição.
Antes de se anunciar as semifinalistas em ordem aleatória sempre se declara que uma banca de jurados classificatória, em conjunto com os membros da Organização Miss Universo, escolheram secretamente o quadro das escolhidas com base na sua atuação nas preliminares.
Até a edição de 2017, existiam duas bancas de avaliação no concurso, uma para as preliminares e outra exclusiva para a final e os jurados que as compunham tinham que avaliar as candidatas com notas que iam de 0 a 10 e as candidatas com as melhores médias se classificavam para a final. Na final, as médias dessas candidatas eram zeradas. Em 2018 foi criado o Comitê de Seleção que é composto por mulheres que ocupam posições de destaque na sociedade, além de algumas candidatas que já participaram do concurso.Todavia,depois de diversas polêmicas relatadas a esta questão,a partir de 2023,o Comitê de Seleção retornou a ser misto.

### Formato da competição
- Nos primeiros anos, as competidores que passavam da primeira classificatória eram anunciadas após a seleção preliminar. De 1965 em diante, as semifinalistas passaram a ser escolhidas em segredo pelos jurados, com seu anúncio feito apenas na noite da final oficial transmitida pela televisão. As 10 semifinalistas então competiam novamente em trajes de gala e de banho e as cinco finalistas eram anunciadas. Em 1960 uma entrevista foi incluída para definir a vencedora e a segunda colocada. Entre 1953 e 1964, o número de semifinalistas era de 16. O número caiu para 15 em 1955 e permaneceu assim até 1970.
- De 1959 a 1964 houve pequenas mudanças no formato de escolha. Nestes anos não houve um último corte final, a Miss Universo e as demais quatro colocadas, eram anunciadas diretamente do grupo de 15 semifinalistas. Em 1965, o concurso voltou ao formato inicial, com um corte final de cinco finalistas e assim se manteve até 1989.
- Em 1969, uma última questão foi colocada às últimas cinco finalistas. A pergunta final passou a ser um dos pontos altos do concurso e se tornou uma das suas principais características e passou a ser utilizada em diversos concursos de beleza ao redor do mundo. Desde 1990, ela se estabeleceu e desde então faz parte obrigatória de todas as edições, sendo que a pergunta é considerada o critério de maior importância, já que a qualidade das respostas dadas pelas finalistas é crucial para a decisão final dos jurados.
- Em 1971 o número de semifinalistas caiu para 12. Este número permaneceu até à edição de 1983
- Da edição de 1984 até a edição de 2002, o número de semifinalistas retornou para 10. Este número havia sido usado somente na primeira edição em 1952.
- Em 1990, a organização implementou mudanças profundas na competição. Ao invés de cinco finalistas, o grupo passou a ser reduzido de dez semifinalistas para seis. Cada classificada então selecionava aleatoriamente por sorteio um jurado e respondia a uma pergunta feita por este jurado. Após isso, o grupo então era novamente reduzido e desta vez para três últimas concorrentes que tinham que responder a pergunta final que era igual para todas. Este formato se manteve até 1997.
- De 1998 a 1999 o número de finalistas saídas das dez semifinalistas voltou a ser reduzido para cinco mas continuou a haver um último corte que as reduzia às três finais. A partir de 2001, o formato tradicional com 5 finalistas, dali saindo a nova Miss Universo, retornou.
- Em 2000, a parte das entrevistas nas semifinais foi retirada e as competidoras voltaram, como no concurso em suas origens, apenas a desfilar com os trajes de gala e os de banho.
- Em 2003, voltou a haver uma primeira seleção de 15 semifinalistas ao invés de dez. Um corte seguinte levava às dez semifinalistas e outro às Top 5. A pergunta final passou a variar, em alguns anos eram feitas pelas outras candidatas eliminadas, em outros viam dos jurados, ou então das redes sociais.
- A edição de 2006, em Los Angeles foi completamente bancada pela iniciativa privada, o que fez com que as autoridades da cidade, não demostrassem nenhum interesse em que a transmissão fizesse a promoção turística da cidade, como é o usual nas edições realizadas pelo mundo. A final ficou com um espaço de 7 minutos e, em função disso, para preenchê-lo a organização resolveu aumentar o número de candidatas no primeiro corte de 15 para 20, de maneira que o processo um pouco mais longo fechasse o tempo em aberto na televisão. Após este desfile, foram cortadas para dez semifinalistas, que competiam então no desfile de traje de noite. Depois desta segunda rodada, as últimas cinco finalistas eram anunciadas e respondiam à pergunta final. Ao final da competição, as segunda, terceira, quarta e quinta colocadas foram anunciadas em ordem decrescente até o anúncio final da nova Miss Universo, coroada então pela miss do ano anterior.
- No ano seguinte, em 2007, houve nova mudança. Voltando ao primeiro corte com 15 semifinalistas, que participavam do desfile de trajes de banho. Depois desta etapa, dez eram selecionadas para o desfile em traje de noite onde mais cinco eram cortadas. As últimas cinco finalistas então respondiam à pergunta final dos jurados, sendo uma delas escolhida a nova Miss Universo, após o anúncio em ordem decrescente da quinta, quarta, terceira e segunda colocadas.
- De 2011 a 2013, o número de semifinalistas retornou para 16,15 vagas para as melhores classificadas e a última vaga ocupada pela candidata escolhida através da votação popular filtrada pelo site oficial do concurso.
- Em 2014, o formato usado entre 2003 e 2005 e de 2007 a 2010 retornou com apenas uma alteração: foram feitas duas perguntas finais, uma pelos jurados e a pergunta final foi selecionada pelo Facebook.
- Em 2015, foi utilizado o seguinte formato: primeiro corte tem 15 semifinalistas, que participam do desfile de trajes de banho. Depois desta etapa, dez são selecionadas para o desfile em traje de noite onde mais cinco são cortadas. As últimas cinco semifinalistas então respondem a uma pergunta específica selecionada para cada uma por meio do Facebook. Após isso, o grupo então é novamente reduzido e desta vez para três últimas concorrentes, estas três finalistas (retornando em parte ao formato usado de 1991 até 2000) tinham que fazer um discurso para as candidatas eliminadas que farão a escolha final, juntamente com os jurados. O discurso voltou a ser avaliado na edição de 2018.
- Em 2016, foi utilizado o seguinte formato: primeiro corte tem 13 semifinalistas: (12 escolhidas de acordo com a sua classificação nas etapas preliminares e 1 que é escolhida pelo público do mundo todo, via aplicativo), que participam do desfile de trajes de banho. Depois desta etapa, nove são selecionadas para o desfile em traje de noite onde mais três são cortadas. As últimas seis semifinalistas então respondem a uma pergunta específica para cada uma elaborada pela Organização Miss Universo. Após isso, o grupo então é novamente reduzido e desta vez para três últimas concorrentes e estas três finalistas responderam a mesma pergunta para os jurados que farão a escolha final.
- Em 2017, foi utilizado o seguinte formato: primeiro corte voltou a ter 16 semifinalistas: 12 escolhidas de acordo com a sua classificação nas etapas preliminares, respeitando três grupos continentais (Américas, Europa e um grupo que combinava as candidatas da África e Ásia-Pacífico), 3 escolhidas pela Organização Miss Universo e 1 que é escolhida pelo público do mundo todo, via aplicativo), que participaram do desfile de trajes de banho. Depois desta etapa, dez foram selecionadas para o desfile em traje de noite onde mais cinco foram cortadas. As últimas cinco semifinalistas então responderam a uma pergunta específica para cada uma elaborada pela Organização Miss Universo. Após isso, o grupo então foi novamente reduzido e desta vez para as três últimas concorrentes e estas três agora finalistas irão responder a mesma pergunta para definirem as suas posições finais.

### 2018
A maior alteração da história desse processo aconteceu na edição de 2018. O número de semifinalistas retornou para 20 (número apenas usado no Miss Universo 2006). Estas 20 semifinalistas foram conhecidas nos três primeiros blocos da final e pela primeira vez este grupo foi avaliado duas vezes pelo mesmo grupo de juradas (Desde então,este grupo é  chamado de Comitê de Seleção e foi composto por 7 mulheres). Quinze candidatas foram escolhidas por seu resultados durante as três etapas preliminares da competição e 5 ganharam um wildcard da Organização por serem consideradas uma boa opção para serem Miss Universo.
Durante uma entrevista a emissora colombiana RCN,a então presidente da MUO, Paula Shugart declarou que, devido a diversas polêmicas em concursos anteriores, a categoria de Miss Internet foi removida. Assim, uma candidata não se classificará para o Top 20 pelos votos do público. Entretanto, a classificação por três grupos continentais foi mantida, algo que acontece desde 2017 :As candidatas continuam divididas por 3 grupos: Américas, Europa e um grupo que combina África e Ásia-Pacífico, de cada um desses grupos saem 5 semifinalistas (5x3 = 15); outras 5 irão ganham um "wildcard" da Organização Miss Universo por serem consideradas boas opções para serem coroadas. Estas agora 20 semifinalistas foram novamente avaliadas pelas mesmas juradas que as avaliaram durante as preliminares. Mas agora com as suas pontuações zeradas.
- As 20 semifinalistas competem em uma área nova de competição chamada de Discurso de Abertura aonde que em 15 segundos tem que apresentar um discurso preparado anteriormente, sobre, um tema previamente escolhido pela Organização.10 candidatas foram eliminadas nesta fase.
- As 10 restantes competiram nas provas do traje de banho e no traje de gala que foram unificadas ;apenas as 5 primeiras colocadas permaneceram na disputa.
- As agora 5 finalistas foram para a "Pergunta Temática".
- Na etapa da "pergunta temática", as candidatas responderam uma pergunta especificamente feita para cada uma delas, relacionadas a algum tema de atualidades sobre o seu país ou a causa que irão defender durante o seu reinado; 2 são eliminadas.
- As 3 agora finalistas irão responder a mesma pergunta e posteriormente irão para o "final look", aonde o painel de juradas decidiram as posições finais. A decisão foi baseada na média das notas de cada etapa e também na impressão que cada candidata deixou ao longo da noite.

### 2019
Pelo terceiro ano consecutivo, o número de semifinalistas foi de 20, mas as mudanças aplicadas em 2017 e em 2018 foram revertidas e o formato original da competição foi retomado. As 90 candidatas estavam disputando 19 vagas entre as semifinalistas de forma universal (todas irão ser avaliadas durante as preliminares da mesma forma, com entrevistas fechadas, preliminares, traje típico e tudo aquilo que foi visto nas atividades externas). A vigésima vaga será para a vencedora do Miss Internet (essa candidata será aquela que tiver mais votos no site oficial). As 20 primeiras colocadas serão divulgadas de forma aleatória durante os 3 primeiros blocos da final televisionada. A reversão do formato causou muita polêmica, principalmente na América Latina e no Sudeste Asiático, pois agora para que um interessado possa votar em mais de uma candidata no prêmio de Miss Internet, ele será obrigado a comprar os votos a mais que serão distribuídos para as suas candidatas favoritas: Para que ele tenha direito em votar em pelo menos três candidatas, o interessado teria que pagar USD$1 para que a quantidade de votos aumente, o valor poderia subir até USD$100.
Estas agora 20 semifinalistas serão avaliadas pelas mesmas juradas que as avaliaram durante as preliminares, mas agora com as suas pontuações zeradas.
- As semifinalistas competem na prova de passarela (Neste ano, as candidatas poderão escolher entre o tradicional traje de banho ou uma roupa fitness, além da obrigatoriedade do traje de gala); 14 candidatas serão eliminadas nesta fase.
- As agora 6 "sobreviventes" irão se classificar para a "Pergunta Temática".
- Na etapa da "Pergunta Temática", as candidatas responderão uma pergunta especificamente feita para cada uma delas, relacionadas a algum tema de atualidades relacionado a seu país ou então sobre a causa que irão defender durante o seu reinado; as 3 últimas colocadas serão eliminadas.
- As 3 agora finalistas irão responder a "Pergunta Final" e posteriormente irão para o "final look", onde o painel de juradas decidirá as posições finais. A decisão é baseada na média das notas de cada etapa e também na impressão que cada candidata deixará ao longo da noite.[24]

### 2020
Devido a medidas restritivas relacionadas à pandemia da COVID-19, a Organização Miss Universo implementou mudanças específicas no formato desta edição. O número de semifinalistas foi aumentado para vinte e um — o maior desde o início do concurso em 1952.Como não ocorreram atividades externas,com todas as candidatas isoladas no resort que estava recebendo o concurso,se decidiu que para preencher o tempo de televisão,o número de semifinalistas iria aumentar para 21 (o recorde até então). Os resultados da competição preliminar e entrevistas a portas fechadas determinaram vinte semifinalistas que retornavam a competir no sistema "todas contra todas" usado até 2016.Substituindo o formato de eliminatórias continentais na 1ª fase de avaliação (que havia se tornado inviável). A votação pela Internet retornou, com os fãs podendo votar em uma candidata para avançar para as semifinais,o que fez com que o número de semifinalistas subisse para 21. As vinte e uma semifinalistas então competiram diretamente na competição de traje de banho com 11 sendo eliminadas. As dez restantes competiram na competição de traje de gala, e as cinco finalistas foram anunciadas posteriormente. As cinco agora finalistas competiram na rodada de perguntas e respostas e tiveram que fazer uma declaração de encerramento.(closing statement).

### 2021
O formato usado até 2017 retornou com 15 semifinalistas selecionadas por meio do sistema "todas contra todas". A votação pela Internet foi mantida,com a vencedora sendo diretamente classificada.  As 16 semifinalistas então competiram diretamente na competição de traje de banho com 6 sendo eliminadas. As dez restantes competiram na rodada do traje de gala,com cinco sendo eliminadas. As cinco agora finalistas competiram na rodada de perguntas e respostas com mais duas sendo eliminadas.A três agora finalistas tiveram que enfrentar a rodada do discurso final.

### 2022
A Organização Miss Universo introduziu diversas mudanças específicas no formato desta edição. Inicialmente, especulou-se que o número de semifinalistas iria voltar para 20,o mesmo número usado entre 2018 e 2019. Porém, devido ao tempo limitado de transmissão do evento final,houve a manutenção em 16. Os resultados das preliminares (que consistia na competição de maiô, na competição de trajes de noite e na entrevista a portas fechadas) determinaram as 15 primeiras semifinalistas com a 16ª sendo escolhida pelo voto popular via internet.As 16 semifinalistas competiram tanto no traje de banho quanto no traje de gala com apenas as 5 primeiras colocadas avançando para a rodada de perguntas e respostas com duas candidatas sendo eliminadas.Agora,as três finalistas teriam que fazer os seus discursos finais.

### 2023
O formato das preliminares e das entrevistas a portas fechadas foi mantido com as 19 primeiras colocadas se classificando para as semifinais.Porém,o número de semifinalistas aumentou para 20,já que a Miss Internet era a 20ª classificada. As 20 semifinalistas competiram no traje de banho com 10 sendo eliminadas.As 10 restantes competiram no traje de gala com 5 sendo eliminadas.As cinco ultimas semifinalistas competiram na rodada de perguntas e respostas,que desta vez foi por meio de uma entrevista especifica para cada uma com duas sendo eliminadas.As três agora finalistas responderam a mesma pergunta e as posições finais foram determinadas .

### 2024
Novamente foi o formato das preliminares e das entrevistas a portas fechadas foi mantido.Porém,a maior mudança foi que o número de semifinalistas subiu de 20 para 30,acompanhando o crescimento vertiginoso de candidatas concorrentes (foram 84 em 2023 e agora eram 125).Deste grupo de 30,as 25 primeiras colocadas na classificação geral avançaram diretamente.Uma novidade neste ano foi a criação das Rainhas Continentais que foram 4 candidatas escolhidas pela própria Organização e ganharam suas vagas,a 30ª vaga foi para a Miss Internet.As 30 semifinalistas competiram na rodada de traje de banho com 18 sendo eliminadas.As 12 que restaram foram competir no traje de gala com sete sendo eliminadas.As 5 agora finalistas foram para a rodada de perguntas e respostas.

### Exibição das notas na TV
Como parte de um processo de transparência entre 1978 a 2002 era comum ver as notas dadas pelos jurados durante as primeiras avaliações sendo exibidas durante a Parada das Nações na final televisionada, bem como as notas de todas as rodadas de avaliação. Mas, o que determinava a classificação de uma candidata a Miss Universo era a sua média ponderada de todas as etapas de avaliação.Porém,as notas registradas durante a grande final eram exibidas para quem estava assistindo a transmissão ao vivo pela televisão em tempo real,mas não para quem estava no local do concurso.Também foi comum a divulgação de um placar ao final de cada etapa,dando noção de quem iria avançar ou não.O placar e as notas deixavam de aparecer depois da última etapa de avaliação.As notas chegaram a ficar extintas entre 2003 a 2006, mas entre 2007 e 2010, as notas parciais voltaram a ser divulgadas pela TV (somente nos desfiles de Traje de Banho e o Traje de Gala).Mas,a partir de 2011 as notas dadas pelos jurados as candidatas voltaram a ser mantidas em sigilo e permanecem assim desde então.

### Jurados
Os jurados do Miss Universo tem a função de avaliar a performance das candidatas na fase preliminar e na noite final do concurso. Até 2017, existiam júris separados para o Presentation Show (onde são julgados os quesitos de traje de gala e traje de banho) e a prova de trajes típicos, cuja vencedora era anunciada com antecedência. Para a noite de eleição da nova Miss Universo é chamado um júri formado por ex-misses, personalidades da moda e do entretenimento, jornalistas e artistas da televisão mundial.
Entre as celebridades mundiais mais expressivas que já passaram pelo painel de jurados estão os escritores Leon Uris e Mario Vargas Llosa, os atores Peter Sellers, Ginger Rogers, Bo Derek e Jane Seymour, os músicos Dave Navarro, Steve Tyler e Sheila E., os estilistas Carolina Herrera e Roberto Cavalli, o campeão de boxe Evander Holyfield, a ginasta romena Nadia Comaneci, Pelé, a modelo brasileira Adriana Lima além dos multimídias Perez Hilton e Lele Pons.

## Coroa

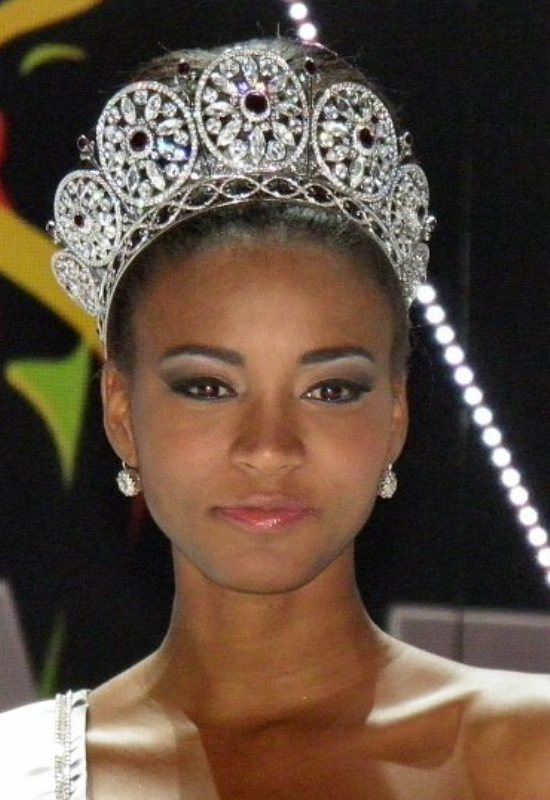
A coroa da Diamond Nexus na cabeça da Miss Universo 2011 Leila Lopes, usada entre 2009 e 2013.

De 1952 até a coroa criada em 2024, onze modelos diferentes delas já foram colocadas sobre a cabeça das eleitas. A coroa usada por mais tempo durou 38 anos e foi estreada com a brasileira Ieda Maria Vargas em 1963.
O elemento que serve de forma emblemática como o símbolo do Miss Universo é a coroa.Entretanto,nos 74 anos do concurso,12 coroas foram usadas:
- 1952: a primeira coroa de Miss Universo foi usada apenas no primeiro concurso vencido pela finlandesa Armi Kuusela,. É uma réplica em menor escala da coroa da Rainha Elizabeth II, com joias em uma base de veludo e amarrada à cabeça por uma fita branca.

- 1953: A segunda coroa de Miss Universo foi usada apenas no segundo concurso e pela francesa Christiane Martel Era uma pequena coroa metálica dourada, com cinco picos cobertos com uma bola pequena que pendia sobre o centro da figura; o maior pico tinha um pequeno ornamento brilhante.

- 1954-1960: a terceira coroa de Miss Universo foi usada de 1954 a 1960. É uma peça fina, adornada com brilhantes e pérolas, cuja estrutura foi conformada por dez picos, cinco de cada lado, cada um coberto por uma pérola No centro, a figura de uma estrela ascendente adornava o todo, sendo esse o ornamento principal.

- 1961-1962: a quarta coroa de Miss Universo foi usada em 1961 e 1962. Era uma coroa clássica de rainha de beleza, estrutura fina, amorfa e simétrica, adornada com folhas brilhantes e com forma de folhas. No centro, uma enorme estrela de seis pontas cobriu o set.

- 1963-2001: A quinta coroa de Miss Universo é talvez um dos símbolos mais conhecidos do concurso; e durante anos serviu de inspiração para outros concursos em todos os níveis. É uma coroa fina feita de diamantes, com ornamentos em forma de onda nos lados, enquadrando o logotipo do concurso no centro. Esta coroa sofreu transformações sutis durante seu uso, já que passou de ser uma peça grande, para algo um pouco mais delicado e estreito. No entanto, a estrutura principal sempre foi conservada e é reconhecida como a coroa de "Miss Universo" até hoje, já que foi usada por quase 40 anos. A. primeira vencedora a usar este modelo foi a brasileira leda Maria Vargas em 1963.

- 2002-2007;2017-2018: A coroa usada pela vencedora do concurso entre 2002 e 2007 foi desenhada pela joalheria japonesa Mikimoto, patrocinadora oficial da MUO nestes cinco anos.Desenvolvida para comemorar os 50 anos do concurso, ela descreve a ascensão da Fênix, símbolo mitológico do poder, da beleza e do status. A coroa tem 500 diamantes num total de quase 30 quilates, 120 pérolas de tamanhos entre 3 e 18 mm de diâmetro e tem o valor estimado de US$ 250 mil dólares.[34] Foi criada pelos artesãos japoneses especialmente para os cinquenta anos do concurso na Ilha da Pérola Mikimoto, no Japão. A coroa voltou a ser usada por duas edições entre 2017 e 2018, devido a problemas jurídicos entre a Organização Miss Universo e a Diamonds International Corporation (DIC)..[35] Esta coroa foi definitivamente aposentada em 2019.[36]

- 2008: a sétima coroa Miss Universe foi usada apenas na edição de 2008. Projetada por Rosalina Tran Lydster e Dang Thi Kim Lien, da empresa CAO Fine Jewelry, ambos vietnamitas. Com um valor de USD 120 mil, é feita de 18 quilates de ouro branco, e mais de mil pedras preciosas, incluindo diamantes, quartzo e outras pedras preciosas. As cores e pedras tentavam representar a próspera economia vietnamita e a inspiração e sentimento que vinha com o título. A elaboração desta coroa específica foi resultado de uma cláusula contratual entre a MUO e a organização desta edição.Mas,foi somente usada até o final daquele ano,já que Dayana Mendoza passou a usar a coroa da Mikimoto no começo de 2009.

- 2009-2013:A oitava coroa Miss Universo foi escolhida pelos internautas de todo o mundo. A MUO encomendou o design para a empresa "Diamond Nexus Labs", destacando a sustentabilidade, sendo a primeira coroa a conter diamantes artificiais representando também as novas plataformas escolhidas pela Organização Os três projetos que o Diamond Nexus Labs apresentou para votar eram chamados de "Peace" (Paz), "Unity" (Unidade) e "Hope" (Esperança). O design que obteve mais votos foi Peace, tornando-se a oitava coroa de Miss Universo. A peça era tão pesada que quando Dayana Mendoza foi coroar a sua sucessora, a também venezuelana Stefanía Fernandez,Mendoza não aguentou o peso da mesma e ela acabou deixando a cair duas vezes no chão e não resistindo. Depois do incidente a coroa foi enviada para o restauro; entretanto Fernandez constantemente reclamava do seu peso, o que a deixava com constantes dores de cabeça e que também a colocava em risco de vida pois afetava a sua estabilidade durante eventos oficiais. Assim, a coroa sofreu pequenas modificações para o seu segundo ano (2010), sendo reformulada; como consequência a coroa se tornou mais leve e estável.As ganhadoras também ganharam uma tiara de design semelhante e de menor valor que ficaram com elas após o final de seus reinados.

- 2014-2016: A nona coroa foi desenvolvida pela  Diamond International Corporation (DIC),uma empresa tcheca especialista na fabricação de diamantes sintéticos,foi contratada para desenvolver uma nova coroa para o concurso depois dos incidentes com a coroa anterior.[37] É uma peça que tem um custo de 300 mil dólares, com um peso de 411 g e com uma base de couro e ganchos que impedem a remoção (para evitar quedas), possui uma base de ouro branco de 18 quilates, adornada com 198 pequenas safiras; A figura principal consiste em 33 cristais de Boêmia, que simulam os grandes arranha-céus da cidade de Nova York, por sua vez decorados com tiras de 311 diamantes. Cinco pedras grandes de topázio azul adornam e contrastam com todo o projeto.[38] A coroa deixou de ser usada na edição de 2016, devido a problemas jurídicos entre a Organização Miss Universo e a DIC.[35]

- 2019-2021: A décima coroa chamada de "The Power of Unity" (O Poder da Unidade). Uma joia com valor estimado em US$5 milhões e é até hoje a mais cara das 12 coroas usadas na história do concurso, criada pela joalheria suíço-emirati Mouwad,ela foi concebida para celebrar a complexidade, força, diversidade e ambição da mulher. A coroa contém mais de 1770 diamantes fixados numa base de ouro de 18 quilates.Segundo seu criador,o designer Fred Mouwad,"este design apresenta uma série de folhas e flores brilhantes conectadas por videiras, que representam a comunidade de mulheres de todo o mundo cujos vínculos as unem e nos lembram que somos mais fortes juntas do que separadas",. A peça central brilhante da coroa é um diamante dourado em forma de canário, pesando 62,83 quilates. É ladeada por outros dois diamantes dourados de canário menores que foram cortados da mesma pedra bruta extraída em Botswana.A empresa também desenhou uma tiara que era uma réplica desta coroa e que foi enviada para todas as ganhadoras do Miss Universo que não puderam ficar com as réplicas de suas respectivas coroas ao final de seus reinados.[39]

- 2022-2023: A décima primeira coroa,chamada de "Force for Good" (Força para o bem) foi revelada em 19 de dezembro de 2022 e simbolizava a transição que a Organização Miss Universo estava administrativamente passando no período.Ela é composta por duas ondas que refletem a necessidade de qualquer mudança que pode acontecer ao longo do tempo e também como estímulo para que ela aconteça. O objetivo das mudanças é refletido uma safira azul royal de 45,14 quilates que se destaca no topo da coroa. Em contraste, refletindo o ponto de não retorno, que é resultado de interesse coletivo, a base da coroa é cravejada de diamantes simbolizando o resultado delas. A coroa Mouawad Miss Universe 'Force for Good' é um trabalho de artesanato extraordinário com 110 quilates de safiras azuis e 48 quilates de diamantes brancos e carrega uma mensagem poderosa de que na mudança está a 'Force for Good'..[40]

- 2024-presente: Lumière de l'Infini (Brilho Infinito): esta coroa foi revelada em 13 de novembro de 2024 e foi desenvolvida pela joalheria filipina The Jewelmer que é especializada em joias que usam as  pérolas douradas do Mar das Filipinas. Foi feita à mão por mestres joalheiros por meio do uso de técnicas tradicionais de design e fabricação de joias filipinas e francesas, especialmente com as técnicas de confecção chamadas oriundas da Place Vendôme em Paris. Cada uma das pérolas douradas foi colhida e preparada por meio de 377 etapas. O design da coroa tem como objetivo ser uma cápsula do tempo e evocar a longa história da Organização Miss Universo, suas rainhas e o seu papel na sociedade. Suas bases de metal dourado e platina lembram as das ondas e a dança do universo, que são adornadas com centenas de diamantes e 23 pérolas douradas do sul do Mar das Filipinas. A maior pérola dourada centralizada na parte superior da coroa representa o sol, explodindo com raios dourados adornados com diamantes. O nome francês Lumière de l’Infini se traduz como a "Luz do Infinito" (literalmente) e ou "Brilho Infinito" (contextualmente).[41][42][43][44][45]

## Juramento
De 1960 a 1990, o Juramento da Miss Universo foi lido após a coroação de cada vencedora (sempre em off, primeiro por uma co-apresentadora e depois pela voz gravada da vencedora em inglês ou em sua língua nativa):
| “ | We, the young women of the universe, believe people everywhere are seeking peace, tolerance and mutual understanding. We pledge to spread this message in every way we can, wherever we go. (Nós, as jovens do universo, acreditamos que as pessoas de todos os lugares buscam a paz, a tolerância e o entendimento mútuo. Nós prometemos difundir esta mensagem de todas as maneiras que pudermos, em todos os lugares que formos.) | ” |

## Tema musical
O ano de 2004 marcou o primeiro ano do uso no Miss Universo da trilha musical Orenté, criada especialmente para ele e que se tornou sua trilha sonora oficial.
O score musical era dividido em oito sequências:
- Orenté Introduction: usada na abertura da transmissão ao vivo pela televisão;
- Orenté Major: usada no retorno da transmissão após os intervalos comerciais e no momento da coroação;
- Orenté Elimination: tocada durante o anúncio das 15 semifinalistas;
- Orenté Fashion Presentation e Orenté Interlude: durante a apresentação das 10 semifinalistas;
- Orenté Pregunta Final: durante as perguntas feitas pelos jurados às últimas cinco finalistas;
- Orenté Final Look: usada durante a última apresentação na passarela das cinco finalistas; e
- Orenté Announcement: durante o anúncio das posições das últimas cinco finalistas.

Uma nova seção musical da trilha Orenté chamada Orenté Curtain Call, passou a ser apresentada em 2008 quando da chamada das candidatas ao palco antes do primeiro corte de semifinalistas, completando um total de nove sequências para o score musical.
A partir de 2011 a Miss Universe Organization contratou uma nova produtora e na edição daquele ano, realizada em São Paulo, Brasil, uma nova trilha sonora foi usada. Sem nome definido, a mesma trilha foi repetida nas edições de 2012 em Las Vegas e de 2013 em Moscou, com a mesma base adaptada. A trilha tem seções originalmente misturadas com fundo de sons de vozes humanas em tons vibrantes, feita especialmente para televisão. Já em Doral, em 2014, novas peças foram apresentadas.

## Concursos nacionais
A cada ano, a organização do Miss Universo recebe propostas de inscrição de países franqueados que desejam enviar representantes nacionais ao concurso. Normalmente, a seleção da candidata nacional ocorre em concursos realizados abertamente ou internamente com candidatas representando suas subdivisões nacionais, sendo a vencedora enviada para o Miss Universo. No entanto, este processo não é obrigatório para todos os países franqueados.
Como exemplo, em 2000 a Austrália cancelou os concursos nacionais, considerados ultrapassados. As candidatas ao MU passaram a ser enviadas depois um casting entre modelos indicadas por várias agências do país. Apesar de ter sido escolhida desta maneira, em 2004 a australiana Jennifer Hawkins venceu o Miss Universo. A partir de 2005, o Miss Austrália voltou a ser realizado.
Alguns dos mais bem sucedidos concursos nacionais nas últimas décadas tem sido os da Venezuela, Porto Rico e Estados Unidos, que atraem uma grande audiência televisiva quando transmitidos em seus países. Por exemplo, a maior audiência da televisão venezuelana no ano é o seu concurso nacional.
Os países latinos, especialmente a Venezuela, México, Porto Rico, Colômbia, República Dominicana e Brasil tem dominado o concurso nas últimos anos, suplantando as antigas e primeiras forças europeias, como a Finlândia, Suécia e Alemanha. A Grã-Bretanha - que já participou como Reino Unido, e separadamente como Inglaterra, Escócia e País de Gales - é uma das nações participantes não-vencedoras de maior sucesso, chegando nove vezes entre as 5 finalistas.
A Miss Universe Organization tem feito esforços contínuos para expandir o número de participantes contínuos, mas os desfiles em trajes de banho tem sido um entrave para a presença de países islâmicos como a Argélia, por exemplo, enquanto outros como Moçambique e a Armênia tem dificuldades em participar por causa dos altos custos da presença de uma candidata no evento (de todos os principais concursos de beleza do mundo, o Miss Universo é o que tem a taxa de franquia mais cara).
Até 2018, apenas quatro países haviam participado de todas as edições: Estados Unidos, França, Alemanha e Canadá. Algumas franquias europeias permitem a presença de candidatas de 17 anos em seus concursos e muitas delas acabam vencendo. Como a idade mínima no Miss Universo é 18 anos, estas franquias são obrigadas a enviar outras candidatas nacionais para o Miss Universo. As regras do concurso também punem falsificações em certificações de nascimento.

## Concurso principal

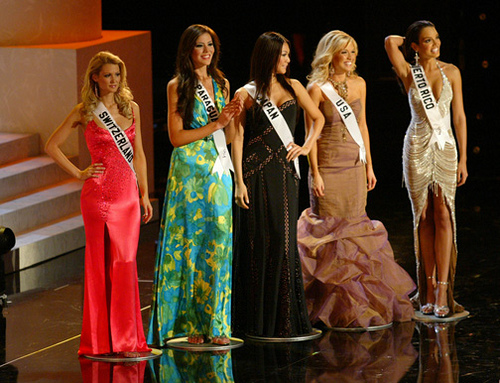
As cinco finalistas da edição 2006: Lauriane Gillieron (Suíça), Lourdes Arevalos (Paraguai), Kurara Chibana (Japão), Tara Conner (EUA) e Zuleyka Rivera (Porto Rico), a Miss Universo 2006.

O Miss Universo é realizado atualmente durante um período de duas a três semanas, com todas as candidatas nacionais já presentes na cidade sede. Da década de 1970 à década de 1990 este período de avaliação durava cerca de um mês. O tempo permite a realização de ensaios para a noite final, apresentações das candidatas em eventos diversos e a realização das competições preliminares, de onde saem as semifinalistas que são anunciadas no começo da final televisionada. De acordo com os organizadores, o concurso é mais do que uma simples competição de beleza física: a Miss Universo precisa ser uma mulher inteligente, culta e de boas maneiras. Em muitos casos, várias candidatas consideradas favoritas são derrotadas pela pelas perguntas finais. Recentemente, a oratória foi adicionada como critério de avaliação.
Atualmente a decisão entre as três finalistas é feita através de um ranking de pontos, estipulados às candidatas durante a apresentação final, em que cada jurado dá posições individuais a cada uma delas. A vitória ocorre com a candidata que tiver a maior média ponderada entre os jurados e esta é coroada ao final da transmissão. Se há um empate em qualquer etapa, a decisão é feita pelo maior número de pontos das etapas anteriores. A nova Miss Universo assina um contrato de em média um ano com a Miss Universe Organization, além de um prêmio em dinheiro, joias e roupas, e passa seu reinado viajando pelo mundo sendo embaixadora de diversas causas beneficentes e também sendo porta voz do combate de diversas doenças como a AIDS e a prevenção do câncer de mama. A Miss Universo vigente passa um ano morando em um apartamento de propriedade da Organização Miss Universo na cidade de Nova Iorque, juntamente com a Miss USA e a Miss USA Adolescente.

### Premiações especiais
Atualmente, são duas as categorias de premiação especial concedidas pelo Miss Universo. São elas: Miss Simpatia (escolhida pelas próprias candidatas) e Melhor Traje Típico (escolhida por um júri preliminar). Existia também a terceira categoria que era a Miss Fotogenia, entretanto, esta categoria foi removida do concurso a partir de 2017.
Títulos
As Filipinas são o país que tem mais títulos de Miss Fotogenia (seis no total). O Brasil venceu a categoria de Melhor Traje Típico quatro vezes. Já na categoria de Miss Simpatia, Portugal e Angola ganharam apenas uma vez. Portugal ganhou em 1999, enquanto Angola venceu o prêmio em 2015.

## Televisão

### Nos Estados Unidos
A primeira transmissão de um concurso de Miss Universo ocorreu em 1955 somente para a costa leste norte-americana. Mas foi a partir de 1960, já em Miami, que o concurso passou a ser mostrado em rede nacional pela CBS.
No ano de 1966, ocorreu a primeira transmissão em cores. Em 1972, com a introdução do satélite, o Miss Universo passa a ser realizado fora do território dos Estados Unidos e no mesmo ano o concurso passa a ser transmitido ao vivo para o mundo inteiro. A partir de 1973, o concurso passa a ser exibido em horário nobre. Em 1978, começa a exibição das pontuações das candidatas qualificadas (ou não) para as semifinais. Esse sistema foi abolido a partir de 2003, mas as pontuações retornaram em 2007. Nesse mesmo ano, a NBC e a Telemundo assumiram os direitos de transmissão tanto do Miss Universo como dos concursos Miss Estados Unidos e Miss Teen EUA (este criado em 1983 como uma versão juvenil do Miss USA).
O interesse pelo concurso, entretanto, tem caído bastante no país nas últimas décadas. Segundo o Nielsen, de cerca de 40 milhões de espectadores que ele teve em 1974, menos de seis milhões assistiram à coroação da venezuelana Stefanía Fernández em 2009.

### No Brasil
Desde a eleição de Martha Vasconcellos em 1968, o Miss Universo é exibido por emissoras nacionais. O evento (exibido primeiro em VT) passou a ser transmitido anualmente ao vivo pela Rede Tupi a partir de 1972, quando este foi realizado em Porto Rico. Na ocasião, a gaúcha Rejane Vieira Costa ficou em segundo lugar, mas uma falha na transmissão impediu que o público visse a coroação da australiana Kerry Anne Wells. Quando o sinal foi restabelecido, o apresentador Bob Barker apareceu apenas para dar o boa-noite e encerrar a transmissão.
Com a crise da Tupi, o concurso de 1979 passou a ser transmitido pela Rede Record. Dois anos mais tarde, o SBT (novo organizador do Miss Brasil) passou a assumir também a transmissão do Miss Universo e, depois, do Miss Mundo. Em 1989, a emissora deixou de transmitir o evento ao vivo. Nove anos mais tarde, o SBT exibiria um VT do Miss Universo 1998, realizado em Honolulu. Desde 2003, os direitos de transmissão do Miss Universo para TV aberta estão sob a responsabilidade da Rede Bandeirantes. Em 2005, o canal TNT comprou os direitos do concurso para transmitir o mesmo em televisão fechada na América Latina.

## Transmissão

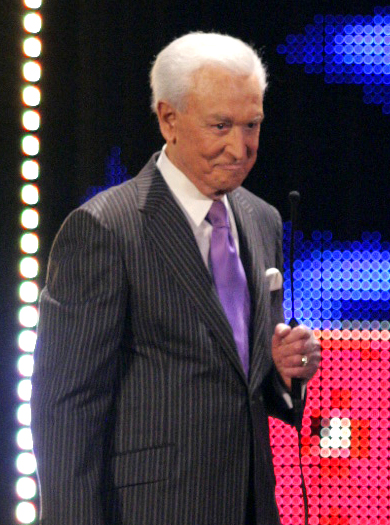
Bob Barker, o mais longevo apresentador do Miss Universo (1967-87). Na foto, aos 80 anos, em setembro de 2009.

### Transmissão oficial

#### Apresentadores
Várias figuras da TV norte-americana já passaram pelo posto de apresentador principal do Miss Universo. O que ficou mais tempo nessa função foi Bob Barker, que comandou também o concurso de Miss USA de 1967 a 1987. Nesse ano, Barker abandonou o posto por não conseguir da Organização Miss Universo a proibição da inclusão de casacos de pele como parte dos prêmios da vencedora, assim como empresas do ramo entre as patrocinadoras do certame. Depois da saída de Barker, outros nomes exerceram essa função como o ator Jack Wagner e as top-models Naomi Campbell e Elle MacPherson.

#### Comentaristas e co-apresentadores
Várias atrizes e ex-misses Universo foram co-apresentadoras ou comentaristas. Em 2006, pela primeira vez, um homem assumiu esse posto. Tratava-se de Carson Kressley, um dos integrantes do elenco do programa Queer Eye For The Straight Guy, que dividiu a função com a Miss USA 2004, Shandi Finnessey. Kressley retornou a função 11 anos depois no Miss Universo 2017,juntamente com a coach Lu Sierra. Ambos retornaram a função no ano seguinte.
Outros nomes que se destacaram nessa função foram:
- Corinna Tsopei (1978), Elke Sommer (1981), Joan Van Ark (1982 a 1985), Mary Frann (1986 e 1987), Tracy Scoggins (1988), Karen Baldwin (1989), Margaret Gardiner (1990), Angela Visser (1991 a 1994), Cecilia Bolocco (1993), Julie Moran (1998 a 2000), Brook Lee (2001 e 2002), Roselyn Sánchez (2015) e mais recentemente Ashley Graham (2016-presente).

## Regras e fatos
- Pelas regras do concurso, a candidata a Miss Universo deve residir ou ser naturalizada há pelo menos um ano no país pelo qual vai competir. Uma exceção a esta regra foi Natalie Glebova, Miss Universo 2005, que estava no final do processo para ganhar a cidadania canadense, algum tempo depois de sua vitória. No ano anterior, Natalie participara do Miss Canadá Universo, mas não fora eleita.
- Não é permitida a participação de mulheres casadas – nem divorciadas ou com casamentos anteriores anulados – com filhos ou grávidas, e menores de 18 e maiores de 28 anos, até 1 de fevereiro do ano em que pretendem competir.[54] Modelos que tenham participado de ensaios eróticos antes do concurso ou que apresentem idade falsa no ato da inscrição também estão proibidas de participar.
- Todas as candidatas a Miss Universo devem ter obrigatoriamente passaporte e visto para os Estados Unidos. Em caso de vitória, a miss ganha visto de residência, pois passa a residir em Nova York durante seu reinado.
- Em 1958, a colombiana Luz Marina Zuluaga foi a 2ª colocada no Miss Colômbia, mas por impedimento da vencedora, ela foi a Miami Beach e acabou sendo coroada a Miss Universo 1958.[8]
- Em 2009, pela primeira vez, um país conseguiu coroar a Miss Universo por dois anos consecutivos. A venezuelana Dayana Mendoza coroou como sua sucessora sua compatriota Stefania Fernández.[55]
- Segundo Michael Schwandt, ex-coreógrafo do evento, o então proprietário da marca Donald Trump, e Paula Shugart, presidente da MUO, escolhiam pessoalmente cinco das quinze semifinalistas do concurso, restando aos jurados das rodadas preliminares a escolha das outras dez que iriam compor o grupo das Top 15.[56]
- A partir de 2012, a Miss Universe Organization passou a aceitar transexuais nos eventos organizados por ela, o Miss Universo, Miss USA, Miss Canadá e Miss Teen USA,[57] deixando a critério das suas franqueadas autorizar ou não a participação de transexuais em seus concursos nacionais.[58] A primeira candidata nestas condições foi a espanhola Angela Ponce, que competiu no Miss Universo 2018.[59]

## Desempenho lusófono

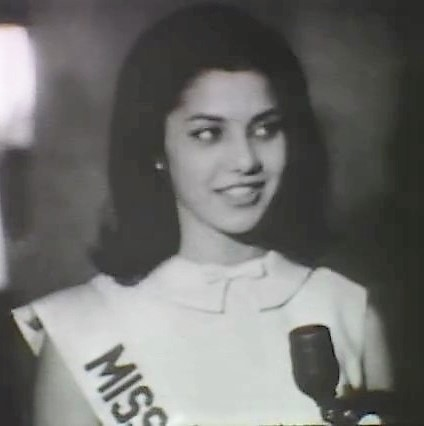
Ieda Maria Vargas, a primeira brasileira eleita Miss Universo.

Desde a criação da competição em 1952, o Brasil – que participou pela primeira vez em 1954 – venceu em duas ocasiões, a primeira em 1963 com a gaúcha Ieda Maria Vargas, e em 1968 com a baiana Martha Vasconcellos.
Mais seis brasileiras conquistaram o segundo lugar: a baiana Martha Rocha (1954), a amazonense Terezinha Morango (1957), a fluminense Adalgisa Colombo (1958), a gaúcha Rejane Goulart (1972), a mineira Natália Guimarães (2007) e mais recentemente a gaúcha Julia Gama (2020). O Brasil conquistou um terceiro lugar com Priscila Machado (2011), ficou duas vezes em 4º lugar com Marta Jussara da Costa (1979) e Adriana Alves de Oliveira (1981) e 5 vezes em 5º Lugar (Vera Ribeiro em 1959, Maria Olívia Rebouças em 1962, Eliane Guimarães em 1971, Gabriela Markus em 2012 e Jakelyne Oliveira em 2013).
O país participou de todas as edições do concurso, com exceção de 1990, quando o concurso de Miss Brasil foi cancelado. Durante as décadas de 1960 e de 1970, os concursos de miss eram extremamente populares no Brasil e o Miss Universo tinha grande penetração entre o público e a imprensa brasileira. Na década de 60, a Miss Universe Inc. chegou a considerar o Miss Brasil o mais bem organizado e produzido concurso nacional do mundo e a cobertura da imprensa brasileira, principalmente através das finadas revistas Manchete e Cruzeiro, a que seguia as edições anuais do evento com mais atenção e detalhes. As duas revistas são consideradas ainda hoje, pelos sites especializados internacionais, como a principal fonte de informação histórica do concurso em todo o mundo.
O melhor resultado de um país lusófono além do Brasil foi o de Angola em 2011, quando Leila Lopes foi eleita Miss Universo. O país participa consecutivamente do concurso desde 1998 e conseguiu apenas 4 classificações. Um outro país lusófono que participa do concurso é Portugal, presente em 40 edições do concurso, mas não de forma regular. Também em 2011, Portugal conseguiu a sua primeira classificação; o fato ainda conseguiu mais destaque, pois Laura Gonçalves ganhou o título de Miss Internet e uma vaga entre as 16 semifinalistas. Laura ainda avançou para o Top 10, no qual foi eliminada. O Miss Universo 2019 viu a estreia do quarto país lusófono a participar do concurso, Guiné Equatorial, representada por Serafina Eyene.

## Cidades-sede
Entre 1952 e 1971, o concurso foi sempre realizado nos Estados Unidos: entre 1952 e 1959 em Long Beach, na Califórnia e de 1960 a 1971 em Miami Beach, na Flórida. Com a introdução dos satélites nas transmissões de TV, o concurso passou a ser sempre realizado em uma cidade diferente ao redor do mundo a cada edição. Desde que o rodízio de sedes foi introduzido em 1972, o concurso acabou retornando 19 vezes ao pais: As sedes foram Saint Louis (1981), Nova Iorque (1983), retornando a Miami quatro vezes em (1984,1985,1997 e em 2014). A última vez que o concurso foi realizado no estado foi em Hollywood quando o Seminole Hard Rock Hotel & Casino Hollywood recebeu o atrasado concurso de 2020.Já a Califórnia recebeu o concurso novamente por duas vezes em 1990 e em 2006 (ambas realizadas em Los Angeles), já sete edições foram realizadas em Las Vegas, seis delas realizadas dentro do Planet Hollywood Resort and Casino (1990, 1996, 2012, 2015 e a mais recente em 2017) e uma no Mandalay Bay Events Center (2010). Somadas as estas edições, houve as edições de 1998, que foram realizada em Honolulu, capital do Havaí,a edição de 2019 que foi em Geórgia, Atlanta e a edição de 2022 que foi em Nova Orleans. Desde então,35 edições foram realizadas fora dos Estados Unidos.
Segue aqui a lista de edições que foram realizadas ao redor do mundo:
- Ásia: Três edições foram realizadas nas Filipinas 1974 (Manila), 1994 e 2016 (Pasay), o então território britânico de Hong Kong sediou a edição de 1976 no minúsculo distrito de Causeway Bay. Seul sediou a edição de 1980, como um dos esforços da eventual candidatura vencedora para os Jogos Olímpicos de Verão de 1988. O concurso ainda passou por Singapura em 1987 e por Taipei, capital de Taiwan no ano seguinte. O outro país asiático que sediou o concurso foi a Tailândia,que o sediou por três vezes, a primeira edição em 1992 foi realizada na capital do país Bangkok e duas seguintes, no subúrbio vizinho de Pakkret (2005 e em 2018), além de Eilat em Israel em 2021.O próximo concurso será em 21 de novembro de 2025,novamente em Bangkok.
- América do Sul: 1982 (Lima), 2004 (Quito) e a mais recente em 2011 (São Paulo).
- América do Norte fora dos EUA,: o México foi o anfitrião por quatro vezes: as duas primeiras nos balneários de Acapulco (1978) e Cancún (1989). Cabe também destacar que três edições problemáticas foram realizadas na Cidade do México (1993, 2007 e a mais recente 2024).Além destas edições,o resort de Atlantis Paradise Island em Nassau, nas Bahamas sediou o concurso em 2009.
- América Central: As edições de 1975 e 2023 foram em San Salvador (El Salvador), duas edições foram disputadas na Cidade do Panamá (1986 e 2003), somadas a três edições realizadas que foram realizadas no território de Porto Rico (1972 em Dorado, 2001 em Bayamón e a edição seguinte, realizada em 2002, na capital San Juan). Ainda foram realizadas a edição de 1977 em Santo Domingo, na República Dominicana e a de 1999 em Chaguaramas, Trinidad e Tobago
- Europa: Três edições foram realizadas no continente: 1973 em Atenas e as controversas edições de 2000 em Nicósia,no Chipre e a edição de 2013 em Moscou.
- Oceania: O concurso de 1979 foi realizado em Perth, na Austrália.
- África: A edição de 1995 foi realizada em Windhoek, na Namíbia.

## Vencedoras
Abaixo estão as cinco últimas vencedoras da competição:
| Edição | Candidata              | País           | Cidade natal | Idade | Altura | Local do evento  |
| ------ | ---------------------- | -------------- | ------------ | ----- | ------ | ---------------- |
| 2020   | Andrea Meza            | México         | Chihuahua    | 26    | 1.80   | Las Vegas        |
| 2021   | Harnaaz Sandhu         | Índia          | Gurdaspur    | 21    | 1.75   | Eilat            |
| 2022   | R'Bonney Gabriel       | Estados Unidos | Houston      | 28    | 1.70   | Nova Orleans     |
| 2023   | Sheynnis Palacios      | Nicarágua      | Manágua      | 23    | 1.80   | San Salvador     |
| 2024   | Victoria Kjær Theilvig | Dinamarca      | Herlev       | 21    | 1.78   | Cidade do México |

### Conquistas por país
| País                 | Títulos | Vitórias                                             |
| -------------------- | ------- | ---------------------------------------------------- |
| Estados Unidos       | 9       | 1954, 1956, 1960, 1967, 1980, 1995, 1997, 2012, 2022 |
| Venezuela            | 7       | 1979, 1981, 1986, 1996, 2008, 2009, 2013             |
| Porto Rico           | 5       | 1970, 1985, 1993, 2001, 2006                         |
| Filipinas            | 4       | 1969, 1973, 2015, 2018                               |
| África do Sul        | 3       | 1978, 2017, 2019                                     |
| Índia                | 3       | 1994, 2000, 2021                                     |
| Suécia               | 3       | 1955, 1966, 1984                                     |
| México               | 3       | 1991, 2010, 2020                                     |
| França               | 2       | 1953, 2016                                           |
| Colômbia             | 2       | 1958, 2014                                           |
| Japão                | 2       | 1959, 2007                                           |
| Canadá               | 2       | 1982, 2005                                           |
| Austrália            | 2       | 1972, 2004                                           |
| Trindad e Tobago     | 2       | 1977, 1998                                           |
| Tailândia            | 2       | 1965, 1988                                           |
| Finlândia            | 2       | 1952, 1975                                           |
| Brasil               | 2       | 1963, 1968                                           |
| Dinamarca            | 1       | 2024                                                 |
| Nicarágua            | 1       | 2023                                                 |
| Angola               | 1       | 2011                                                 |
| República Dominicana | 1       | 2003                                                 |
| Panamá               | 1       | 2002                                                 |
| Botsuana             | 1       | 1999                                                 |
| Namíbia              | 1       | 1992                                                 |
| Noruega              | 1       | 1990                                                 |
| Países Baixos        | 1       | 1989                                                 |
| Chile                | 1       | 1987                                                 |
| Nova Zelândia        | 1       | 1983                                                 |
| Israel               | 1       | 1976                                                 |
| Espanha              | 1       | 1974                                                 |
| Líbano               | 1       | 1971                                                 |
| Grécia               | 1       | 1964                                                 |
| Argentina            | 1       | 1962                                                 |
| Alemanha             | 1       | 1961                                                 |
| Peru                 | 1       | 1957                                                 |